# Diapterobates dubinini
Diapterobates dubinini är en kvalsterart som beskrevs av Shaldybina 1971. Diapterobates dubinini ingår i släktet Diapterobates och familjen Humerobatidae. Inga underarter finns listade i Catalogue of Life.